# منوچهر والی‌زاده
منوچهر والی‌زادهٔ تهرانی (۴ تیر ۱۳۱۹ – ۱ اسفند ۱۴۰۳)، صداپیشه، بازیگر و مجری ایرانی بود.
او بیشتر به خاطر صداپیشگی به‌جای شخصیت کارتونی لوک خوش‌شانس و مایکل اسکافیلد در مجموعه تلویزیونی فرار از زندان، همچنین بازیگران تام هنکس،کیانو ریوز، جان تراولتا، تام کروز، هریسون فورد، نیکلاس کیج، آدام سندلر، بن استیلر، بن افلک، جیسون استاتهام، جیم کری، ویل اسمیت ، ادی مورفی، رابرت واگنر و الویس پرسلی شناخته می‌شود. او پیش از انقلاب نیز در در چند فیلم نقش‌آفرینی کرده بود. منوچهر والی‌زاده پس از دو هفته بستری شدن در بیمارستان به دلیل مشکلات تنفسی و ریوی در تاریخ ۱ اسفند ۱۴۰۳ در سن ۸۴ سالگی درگذشت.

## اوایل زندگی

از راست به چپ: منوچهر سخایی، منوچهر وثوق و منوچهر والی‌زاده

منوچهر والی‌زاده تهرانی در ۴ تیر ۱۳۱۹ در کوچه بوشهری — بین خیابان‌های لاله‌زار و سعدی — در تهران زاده شد. او خانواده‌اش را فقیر توصیف کرد. پدرش انباردار شرکت تلفن در سعدی جنوبی بود و این خانواده در حیاط کوچک این انبار که دو اتاق داشت زندگی می‌کردند. او تا سال دوم دبستان به مدرسه ادیب رفت و سپس تا کلاس ششم در مدرسه برزویه در محله عرب‌های خیابان ناصرخسرو تحصیل کرد. او شاگردی حسن نیرزاده را یکی از افتخاراتش در آن دوره می‌داند.

## حرفه
به گفته والی‌زاده، او از ۹ سالگی به تئاتر علاقه‌مند شد. او پس از بازنشستگی پدرش به‌مدت سه سال کارمند دفتری شرکت تلفن بود. پرویز بهادر، گوینده رادیو، به او پیشنهاد گویندگی یک خط از فیلم ایتالیایی نرون و مسالینا را داد. او پس از آن وارد تئاتر شد و در تئاتر تهران در لاله‌زار کار کرد. او در سال‌های ۱۳۳۸–۱۳۳۷ از دوران دبیرستان بعد از چند تئاتر آماتوری به تئاتر تهران راه یافت و در یک نمایشنامه به کارگردانی خانم مورین، همسر منصور متین، نقش کوتاه یک گدا را به عهده گرفت و پس از آشنایی با منصور متین که از هنرمندان تئاتر و دوبلاژ فیلم بود به استودیوی شاهین فیلم در خیابان بهار برای دوبله دعوت شد و پس از همکاری در چند فیلم کوتاه نزد او به علی کسمایی معرفی شد و چندین سال در خدمت او کارآموز بود و بعد از مدتی در فیلم دختر بنفشه فروش نقش اول فیلم «هل فرر» را به عهده گرفت. در سال ۱۳۴۰ از طریق تاجی احمدی به امین امینی معرفی شد، (استودیو عصر طلائی) و اولین بازیگری او در سینما بازی در فیلم خداداد (۱۳۴۱) بوده است و تا سال ۱۳۵۷–۱۳۵۶ نزدیک به ۱۸ فیلم سینمایی بازی کرد.
وی در فیلم‌های گل گمشده (۱۳۴۱) و فرشته‌ای در خانه من (۱۳۴۲) با بهروز وثوقی و فیلم‌های حریص (۱۳۵۲) و هیولا (۱۳۵۵) با رضا بیک ایمانوردی هم‌بازی بوده است، او همچنین در فیلم‌های حرمت رفیق (۱۳۵۶) و با عشق مردن (۱۳۵۷) در کنار همکار صداپیشه او حسین عرفانی که به عنوان نامداران دوبلهٔ ایران شناخته می‌شود به هنرپیشگی پرداخت. حرفه اصلی والی‌زاده دوبلاژ بود.
او در مدت فعالیتش شخصیت‌های ماندگاری را دوبله کرد. شخصیت جیم وست با بازی رابرت کنراد در مجموعه تلویزیونی وست زبل و زرنگ، با صدای او، به محبوبیت زیادی در ایران دست یافت. گویندگی به جای بازیل رتبون در مجموعه فیلم‌های شرلوک هلمز، رابرت دنیرو (جوانی ویتو کورلئونه) در فیلم پدر خوانده ۲، جان میلز (پیپ) در فیلم آرزوهای بزرگ و کیانو ریوز در سه‌گانه ماتریکس و همین‌طور گویندگی در مجموعه تلویزیونی فرار از زندان به جای شخصیت مایکل اسکافیلد در فیلم منتالیست (مجموعه تلویزیونی) به‌جای شخصیت جین و کارتون لوک خوش‌شانس به جای شخصیت لوک، از زمره آثار بیاد ماندنی وی هستند. وی در تمام فیلم‌های شرک که در سندیکا دوبله شده است، گوینده شخصیت گربه چکمه‌پوش با بازی آنتونیو باندراس بوده است.

## زندگی شخصی و مرگ
والی‌زاده در سال ۱۳۴۶ با ایمانی صادقی ازدواج کرد که پس از چند سال به جدایی انجامید. حاصل این ازدواج یک دختر به نام آیدا بود. والی‌زاده در سال ۱۳۶۸ با میترا کیانی، ازدواج کرد. کیانی طراح لباس بود اما پس از تولد پسرش مجید تصمیم به کنار گذاشتن این کار را گرفت. مجید والی‌زاده به موسیقی علاقه‌مند است و در نواختن تار مهارت دارد.
استاد منوچهر والی‌زاده به علت مشکلات تنفسی و ریوی در بیمارستان بستری شد و پس از دو هفته در ۱ اسفند ۱۴۰۳ در ۸۴ سالگی درگذشت.

## فیلم‌شناسی

### سینمایی (صداپیشگی)
| شخصیت                           | بازیگر                             | فیلم | نکات                                                                                                |
| ------------------------------- | ---------------------------------- | --- | --------------------------------------------------------------------------------------------------- |
| شرلوک هلمز                      | بازیل رتبون                        | مجموعه فیلم‌های شرلوک هلمز | ساخته دهه ۱۹۴۰ میلادی - سینمای آمریکا                                                               |
| پیپ                             | جان میلز                           | آرزوهای بزرگ | ساخته دیوید لین (۱۹۴۶)                                                                              |
| ویتو کورلئونه جوان یتراویس بیکل | رابرت دنیرو                        | پدر خوانده ۲ راننده تاکسی | پدرخوانده: قسمت دوم ساخت فرانسیس فورد کوپولا ۱۹۷۴ راننده تاکسی ساخت مارتین اسکورسیزی ۱۹۷۶ دوبله دوم |
| وینسنت کورلئونه                 | اندی گارسیا                        | پدر خوانده ۳ | |
|                                 | ویل فرل                            | افسونگر، شب‌های تالادگا، برادران ناتنی، | |
| بیلی لو                         | بروسلی                             | بازی مرگ۲ | ساخت۱۹۸۱دوبله شده در دوبلاژ صدا و سیما دوبله اول                                                    |
|                                 | ژان کلود ون دام                    | رینگ خونین | |
| نئو (توماس آندرسون) و جان ویک   | کیانو ریوز                         | سه‌گانه ماتریکس و جان ویک | |
|                                 | تام کروز                           | متولد چهارم ژوئیه، مأموریت غیرممکن، مرد بارانی، ماگنولیا، آخرین سامورایی، جانبی، مأموریت غیرممکن: پروتکل شبح، مأموریت غیرممکن: ملت یاغی، مأموریت غیرممکن ۶، مأموریت غیرممکن ۷، جک ریچر، وثیقه، لبهٔ فردا، ساخت آمریکا، مصاحبه با خون‌آشام | |
|                                 | تام هنکس                           | مسیر سبز، نجات سرجوخه رایان، سالی، فارست گامپ، کاپیتان فیلیپس، روزی زیبا در محله، پل جاسوسان، فینچ، ترمینال | |
|                                 | سم ورثینگتون                       | آواتار، آواتار: راه آب، برخورد تایتان ها، خشم تایتان ها | |
|                                 | استیو مک کوئین                     | تام هورن، وقتی خون می‌جوشد، مجموعه تلویزیونی پیگرد | |
|                                 | آدام سندلر                         | محبت پدری (فیلم)، آقای دیدز، ۵۰ قرار اول، اسپنگلیش، کلیک (فیلم ۲۰۰۶) | |
|                                 | تی لونگ                            | برادران تنی (فیلم ۱۹۷۳) و اثرهای دیگر | |
|                                 | چن کوان-تای                        | گیوتین پرنده | دوبله اول                                                                                           |
| گربه چکمه‌پوش                    | آنتونیو باندراس                    | شرک ۲ و ۳ و ۳/۵ و ۴ و ۴/۵ و ۵ و گربه چکمه پوش ۱ و ۲ | دوبله سندیکا                                                                                        |
| کیکوچیو                         | توشیرو میفونه                      | هفت سامورایی | ساخته کوروساوا                                                                                      |
| شین                             | آلن لاد                            | شین | دوبله سوم - مدیر دوبلاژ علی کسمایی                                                                  |
|                                 | نیکلاس کیج                         | صخره | |
|                                 | لیام نیسون                         | پاییز سرافیم، دارک‌من | |
|                                 | ارول فیلن                          | مسیر سانتافه | دوبله دوم                                                                                           |
|                                 | آدرین برودی                        | گل‌های هریسون | |
|                                 | آرون اکهارت                        | شوالیه تاریکی | |
|                                 | آرون پال                           | جنون سرعت | |
|                                 | آجی دوگان                          | جگر، قانون | |
|                                 | آلن بیتس                           | زوربای یونانی | |
|                                 | استیون بالدوین                     | مظنونین همیشگی، مجموعه تلویزیونی تولد شوم | |
|                                 | اریک رابرتز                        | قطار فراری | |
|                                 | اسکات اولریچ                       | جریکو | |
| یوری بویکا                      | اسکات ادکینز                       | شکست ناپذیر:رستگاری | |
|                                 | اندی گارسیا                        | قهرمان | |
|                                 | ژان کلود ون دام                    | رینگ خونین | |
|                                 | استیو بوشمی                        | فارگو | |
|                                 | ادی مورفی                          | پلیس بورلی هیلز، پلیس بورلی هیلز ۲، پلیس بورلی هیلز ۳، پلیس بورلی هیلز ۴، سرقت از برج، مهدکودک بابا، روز پرستاری پدر، خیابان کندی کین                                                                                                   | |
| گارفیلد                         | بیل مری، لورنزو میوزیک، فرانک ولکر | روز گراندهاگ، گارفیلد ۱، گارفیلد ۲، گارفیلد واقعی می‌شود، جشنواره سرگرمی گارفیلد، نیروی حیوانات خانگی گارفیلد | |
|                                 | بروس درن                           | توطئه خانوادگی، گروه تعقیب | |
|                                 | بن افلک                            | بتمن در برابر سوپرمن: طلوع عدالت، لیگ عدالت، حسابدار، هیپنوتیک | |
|                                 | بوکیم وودبین                       | تک‌تیرانداز ۲ | دوبله اول: دوبله شده در استودیو رها فیلم                                                            |
|                                 | بن استیلر                          | ملاقات با والدین (در نقش گرک فوکر) شب در موزه | |
|                                 | پل واکر                            | سریع و خشمگین ۴ | |
|                                 | تونی کورتیس                        | آخرین قارون، جانی بوستون | |
|                                 | جان تراولتا                        | پالپ فیکشن، پایگاه اصلی، گرفتن پلهام ۱۲۳، فصل کشتن | |
|                                 | جان کاساوتیس                       | دو دقیقه مهلت، قاتلین | |
|                                 | جای کورتنی                         | نابودگر: جنسیس | |
|                                 | جیسون استاتهام                     | یک‌بارمصرف‌ها، یک‌بارمصرف‌ها ۲، یک بار مصرف‌ها ۳، بی‌مصرف‌ها ۴، قاپ زنی، مکانیک، خط مقدم خانه، سریع و خشمگین ۷، سریع و خشمگین ۸، هابز و شاو، فست اکس، خشم مردانه، مگ، مگ ۲، زنبوردار، عملیات فورچون                                            | |
|                                 | جیم کری                            | احمق و احمق‌تر، احمق و احمق‌تر ۲، شوخی با دیک وجین، سونیک خارپشت، سونیک خارپشت ۲ | |
|                                 | جیمی فاکس                          | مرد عنکبوتی شگفت‌انگیز ۲، سقوط کاخ سفید، جنگوی زنجیرگسسته | |
|                                 | روی شایدر                          | دونده ماراتن | |
|                                 | رابرت دنیرو                        | شکارچی گوزن - دوبله دوم | |
|                                 | رایان اونیل                        | ماه کاغذی | |
|                                 | دنزل واشینگتن                      | زنده باد مربی، پرونده پلیکان، گانگستر آمریکایی | |
|                                 | بروس ویلیس                         | آخرین مرد مقاوم | |
|                                 | ترنس هیل                           | جنجال در ریو | |
|                                 | رابرت داونی جونیور                 | مرد آهنی ۲، مرد آهنی ۳، انتقام‌جویان: جنگ ابدیت، چاپلین | |
|                                 | سباستین استن                       | کاپیتان آمریکا: جنگ داخلی | |
|                                 | مارتین فریمن                       | پلنگ سیاه | |
|                                 | رابرت واگنر                        | گوشه گیران آلتونا، آسمان خراش جهنمی، گرگ‌های جوان | |
|                                 | سام واترسون                        | گتسبی بزرگ | |
|                                 | پل راد                             | مرد مورچه‌ای، کاپیتان آمریکا: جنگ داخلی | |
|                                 | شان بین                            | ارباب حلقه‌ها | |
|                                 | کریستین بیل                        | آغاز بتمن (دوبله تلویزیون) | |
|                                 | کرک داگلاس                         | آخرین قطار گان هیل | |
|                                 | کیانو ریوز                         | جان ویک | |
|                                 | مایکل داگلاس                       | اتاق ستاره | |
|                                 | گری اولدمن                         | هری پاتر و زندانی آزکابان، هری پاتر و جام آتش، هری پاتر و محفل ققنوس | |
|                                 | مارک والبرگ                        | مکس پین | |
|                                 | متیو موداین                        | شوالیه تاریکی برمی‌خیزد | |
|                                 | مت دیمون                           | رفتگان | |
|                                 | مارتین لارنس                       | شوالیه سیاه | |
|                                 | ویل اسمیت                          | دشمن کشور، مردان سیاه‌پوش (۱، ۲، ۳)، در جستجوی خوشبختی، پسران بد، پسران بد ۲، پسران بد ۳، پسران بد ۴، من اسطوره هستم، جوخه انتحار، من، ربات، درخشان، هنکاک                                                                               | |
|                                 | هریسون فورد                        | جنگ ستارگان ، امپراتوری ضربه میزند ، بازگشت جدای ، جنگ ستارگان: نیرو برمی‌خیزد | |
|                                 | هیو جکمن                           | فولاد ناب، استرالیا | |
|                                 | جورج کلونی                         | خارج از دید | |
|                                 | یوان گریفید                        | چهار شگفت‌انگیز، چهار شگفت‌انگیز: قیام موج‌سوار نقره‌ای | |
|                                 | کلایو اوون                         | والرین و شهر هزار سیاره | |
|                                 | یوان مک‌گرگور                       | جنگ ستارگان اپیزود اول: تهدید شبح، جنگ ستارگان اپیزود دوم: حمله کلون‌ها، جنگ ستارگان اپیزود سوم: انتقام سیت | |
|                                 | مل گیبسون                          | خون‌بها | |
| جک روسو                         | جرارد باتلر                        | جزیره نیم | |
|                                 | آکشی کومار                         | جانور، خاکی، استقبال، پسران هندی، جبار برگشته، خانه شلوغ ۲، رئیس، بازیکن ۷۸۶، اوه خدای من!، چاندی چوک، گروه ۲۶، جان من، چشم‌ها، ترش و شیرین، با عشق ازدواج کن، آرزو                                                                      | |
|                                 | سلمان خان                          | یک ببر، هیجان زندگی | |
|                                 | عامر خان                           | تلاش، فنا، سه احمق، خوش‌چهره، گجینی، عشق | |
|                                 | شاهرخ خان                          | قطار چنای، من خان هستم، دان، دان۲، ویر-زارا، طرفدار، قهرمانان شرور نیستند، جوان | |
|                                 | عمران هاشمی                        | جنت ۲، پادشاهان آدمکش ۲۰۰۶ | |
|                                 | آدام سندلر                         | کلیک، ۵۰ قرار اول، آقای دیدز، اسپانگلیش، پدر بزرگ، بر من حکمرانی کن، پیکسل‌ها، داستان‌های مایروویتز | |
| ریکی ورونا                      | خوزه پابلو کانتیلو                 | کرانک | |
|                                 | اجی دیوگن                          | خشم | |
| ادی کرامبل                      | اد هلمز                            | تشویق کننده (آقای تشویق) | |
| جان پریش                        | گلن فورد                           | مردان خشن (۱۹۵۵) | |
|                                 | استوارت ویتمن                      | کومانچروها | دوبلهٔ دوم                                                                                           |

### تلویزیونی (صداپیشگی)
- دلیران تنگستان (رئیس علی دلواری - مدیر دوبلاژ هوشنگ لطیف‌پور)
- فرار از زندان (ونتورت میلر)
- داستان زندگی[۱۸] (هانیکو) (استاد ماتسونومی)
- بیمارستان چونا (دکتر لی گانگ هون)
- تاجر پوسان (ایم سانگوک)
- سرنوشت یک مبارز (امپراتور اویجا)
- سرنوشت (لی مین هو)
- دونگ یی (جی جین هی)
- جواهری در قصر ( افسر مین جانگو)
- امپراتور دریا (جانگ بوگو یا گونگ بوک)
- لاست (متیو فاکس)
- گورو اهاشی (سال‌های دور از خانه)
- پسران (ویلیام «بیلی» بوچر با بازی کارل اربن)
- روانکاو (در نقش پاتریک جین با بازی سیمون بیکر)
- گیوم تل (ویلیام تل با بازی ویل لیمن)
- خورشید شب (امین تارخ)
- راوی برنامهٔ آموزشی «این راه نزدیک است»
- نسخهٔ اولیه (گری هابسون با بازی کایل چندلر)[۱۹]

### انیمیشن
- عصر حجر (پویانمایی)
- لوک خوش شانس (در نقش لوک)
- تار شارلوت (فیلم ۱۹۷۳) (در نقش ویلبر)
- مهاجران (انیمه)
- داستان اسباب بازی ها(۱٬۲٬۳٬۴) / به جای کلانتر وودی
- عصر یخبندان به جای دیه گو
- انیمیشن قلب خورشید
- مثل نامه به جای شانه به سر

### به عنوان داور یا کارشناس دوبله
- جادوی صدا

### به عنوان مجری
- اجرای برنامهٔ سینما و دوبله

### رادیو
- همکاری با برنامهٔ صبح جمعه با شما
- گویندهٔ بخش صبحگاهی یکشنبه‌ها و سه‌شنبه‌های رادیو پیام به تهیه کنندگی مرتضی اسدامرجی

### بازیگری
- استاد (۱۳۸۸)
- فوتبالیست‌ها (۱۳۸۲)[۲۰]

منوچهر والی زاده و آرزو در هلوی پوست کنده

- بهار، قبل و بعد (فیلم تلویزیونی) (۱۳۸۸)
- روز دیدار (۱۳۷۴)
- شریک زندگی (۱۳۷۳)
- ضرب‌المثل‌ها[۲۱] (۱۳۷۲)
- با عشق مردن (۱۳۵۷)
- زرخرید (۱۳۵۷)
- حرمت رفیق (۱۳۵۶)
- خدا قوت (۱۳۵۶)
- رفاقت (۱۳۵۶)
- هیولا (۱۳۵۵)
- حریص (۱۳۵۲)
- هلوی پوست‌کنده (۱۳۵۲)
- حکیم‌باشی (۱۳۵۱)
- فتنه چکمه‌پوش (۱۳۵۱)
- عمو یادگار (۱۳۵۰)
- دختران با معرفت (۱۳۴۳)
- فرشته‌ای در خانه من (۱۳۴۲)
- خداداد (۱۳۴۱)
- گل گمشده (۱۳۴۱)
- مجموعه تلویزیونی فراق (۱۳۷۴)
- تهران ساعت ۲۰ (۱۳۷۲)
- جدی نگیرید (فصل اول ۱۳۷۶)
- مجموعه تلویزیونی زیر یک سقف (۱۳۷۸)
- شب مهتاب (مجری بازیگر-۱۳۸۹)

## سایر فعالیت‌ها
- شبی با عبدی
- سایمدانگ، خاطرات درخشان
- آقای دکتر
- دختر امپراتور
- دل‌های شکسته
- رؤیای سبز (مجموعه تلویزیونی)
- خانه بخت
- خانه در آتش (مجموعه تلویزیونی)
- مردان آنجلس
- قصه عشق (مجموعه تلویزیونی)
- همه از یک خانواده
- تلخ و شیرین (مجموعه تلویزیونی)
- پهلوانان نمی‌میرند
- هزاردستان (مجموعه تلویزیونی)
- هلیکوپتر پلیس
- مدیر کل (مجموعه تلویزیونی)
- کوچک جنگلی
- لوسی رنگین‌کمان جنوب
- گایال
- پیروزی (فیلم هندی)
- فرمانده
- کاران آرجون
- رودخانه ماه
- رودخانه برفی
- داستان زندگی
- در برابر باد
- ساعت‌ها
- سال‌های دور از خانه
- برهنه تا ظهر با سرعت

### موسیقی
- گویندهٔ بخش ابتدای قطعهٔ «اینترو» از آلبوم دوران طلایی رضا پیشرو[۲۲]

### بازی ویدئویی
- سفیر عشق (۱۳۹۹)